# Великосельский кремль
Великосельский кремль — условное название архитектурного ансамбля, находящегося в центре села Великого Гаврилов-Ямского района Ярославской области. Состоит из церкви Рождества Богородицы, церкви Покрова Богородицы и расположенной между ними колокольни. Некогда весь комплекс опоясывала ограда, от которой сохранилась часть торговых рядов и три башенки-часовни. Церковный комплекс, являясь смысловой доминантой сельского пространства, формирует его уникальный облик и одновременно задает принцип планировки улиц, расходящихся из центра лучами.

## История
Благодаря своему выгодному географическому положению на перекрёстке торговых путей село Великое превратилось в важный коммерческий центр, в основном специализирующийся на производстве и обработке льна.
В XVI—XVII веках Великое было дворцовым селом — вотчиной, которая принадлежала царской семье. Переход села в частные руки был ознаменован началом каменного строительства.
В 1708 году Великое было пожаловано Петром I князю Аниките Репнину, который в 1709 году заложил церковь Рождества Богородицы. В первой половине XVIII века были возведены Покровская церковь и колокольня, которые вместе с Рождественской образовали традиционный для сельской застройки комплекс приходских церквей из летнего и зимнего храмов и звонницы.

## Церковь Рождества Богородицы

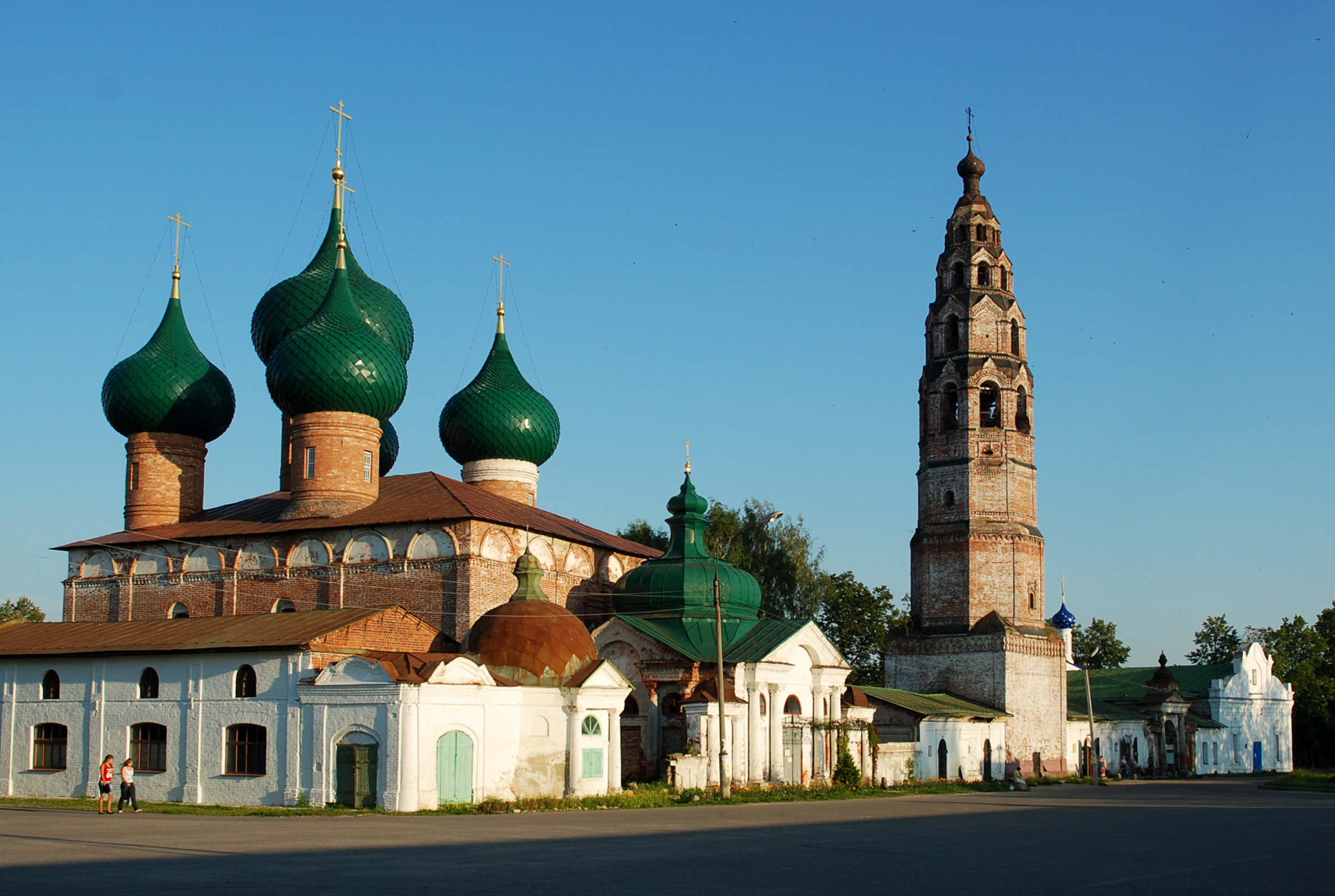
Рождественская церковь и колокольня

Известно, что ещё в 70-х годах XVII века в Великом находилась деревянная церковь Рождества Пречистой Богородицы. После Полтавского сражения в 1709 году князь Репнин начал строительство каменной церкви во имя Рождества Богородицы с приделами Смоленской иконы Божией Матери и святого великомученика Димитрия Солунского. Храм был построен местными мастерами из кирпича, изготовленного на месте. Освящённый в 1712 году, собор считается первым в истории храмом-памятником в честь Полтавской победы.
В 1930-е годы храм был закрыт и осквернён — использовался как склад. Из внутреннего убранства сохранились только росписи стен и потолка, иконостас и иконы утрачены.
В настоящее время — действующая церковь Ярославской епархии Русской православной церкви. 22 ноября 2004 года настоятелем храма назначен Евгений (Кульберг) (прослужил здесь до 12 ноября 2012 года), который начал службы в полуразрушенном храме, занялся вместе с местными жителями реставрацией кремля, инициировал выпуск православной газеты, создал центр детского творчества.

### Архитектура
Храм Рождества Богородицы является архитектурной доминантной ансамбля. При закладке храма была выбрана шестистолпная конструкция, характерная для больших соборных храмов — шесть внутренних опор, сдвинутое к востоку пятиглавие, три апсиды. Такая плановая структура была применена Аристотелем Фиораванти при строительстве Успенского собора Московского Кремля. До конца XVII века шестистолпные храмы строились в качестве епархиальных соборов, главных церквей больших городов или важных монастырей. В начале XVIII несколько шестистолпных храмов были построены в качестве городских приходских церквей. Храм Рождества Богородицы в селе Великом в настоящее время является единственным шестистолпным храмом построенным в сельском приходе.

По существовавшей в XVIII веке традиции перед закладкой храма выбирался образец, по которому он будет построен. Специалисты обращают внимание на сильное сходство церкви Рождества Богородицы с Успенским собором в Ярославле, который был построен в 1659—1674 годах. Основные объёмы храмов близки по размерам, только по высоте несущих стен храм в селе Великом несколько уступает своему прототипу.

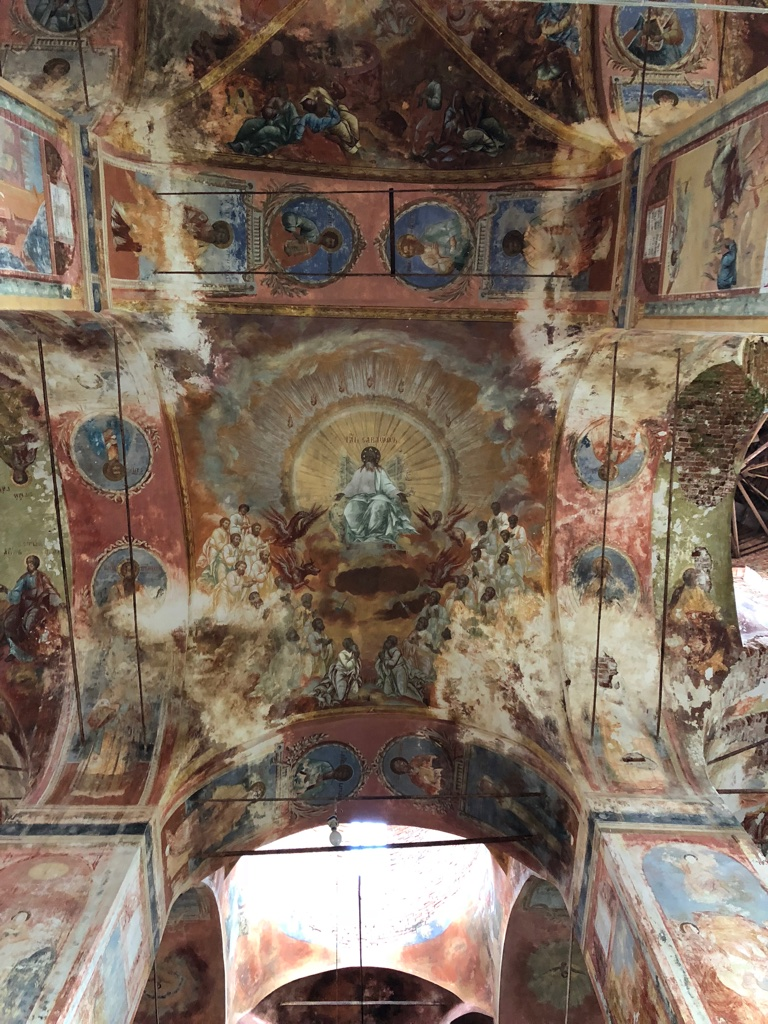
Росписи Рождественской церкви

Внешнее оформление собора весьма лаконично: продольные фасады разделены на четыре прясла, ограниченных городчатым карнизом, стену венчает ряд декоративных закомар. В XIX веке церковь была окрашена в белый цвет, полукруги закомар были расписаны фресками, с запада был пристроен просторный притвор, напоминавший притвор Ярославского Успенского собора.
В интерьере примечательно устройство алтарной части. Строители храма использовали распространенный в ярославском зодчестве прием, ограничив высоту алтарного пространства невысокими сводами — при этом в восточном нефе над сводами образовался так называемый «ярославский тайник». В великосельской церкви, однако, это пространство освещено через окошко в южной стене, и, по рассказам, использовалось как хоры.
В церкви Рождества Богородицы сохранилась живопись, исполненная, как гласит надпись на откосе северных алтарных дверей, в царствование Александра I. Общее впечатление от цветовой гаммы определяет прохладный красно-розовый тон, на котором звучными пятнами выделяются синие одежды Христа и белые страницы книг и развернутых свитков с надписями. Границы сюжетов определяют рисованные рамы разнообразных форм — прямоугольные, овальные, восьмигранные. В тематике росписи совсем не отразилось богородичное посвящение церкви, на стенах мы видим евангельский цикл с подробно иллюстрированными притчами и чудесами Христа. Особенное внимание уделяют создатели росписи теме конца света. Сюжеты Апокалипсиса занимают все своды центральной части храма, а на западной стене изображен «Страшный суд».

## Церковь Покрова Богородицы

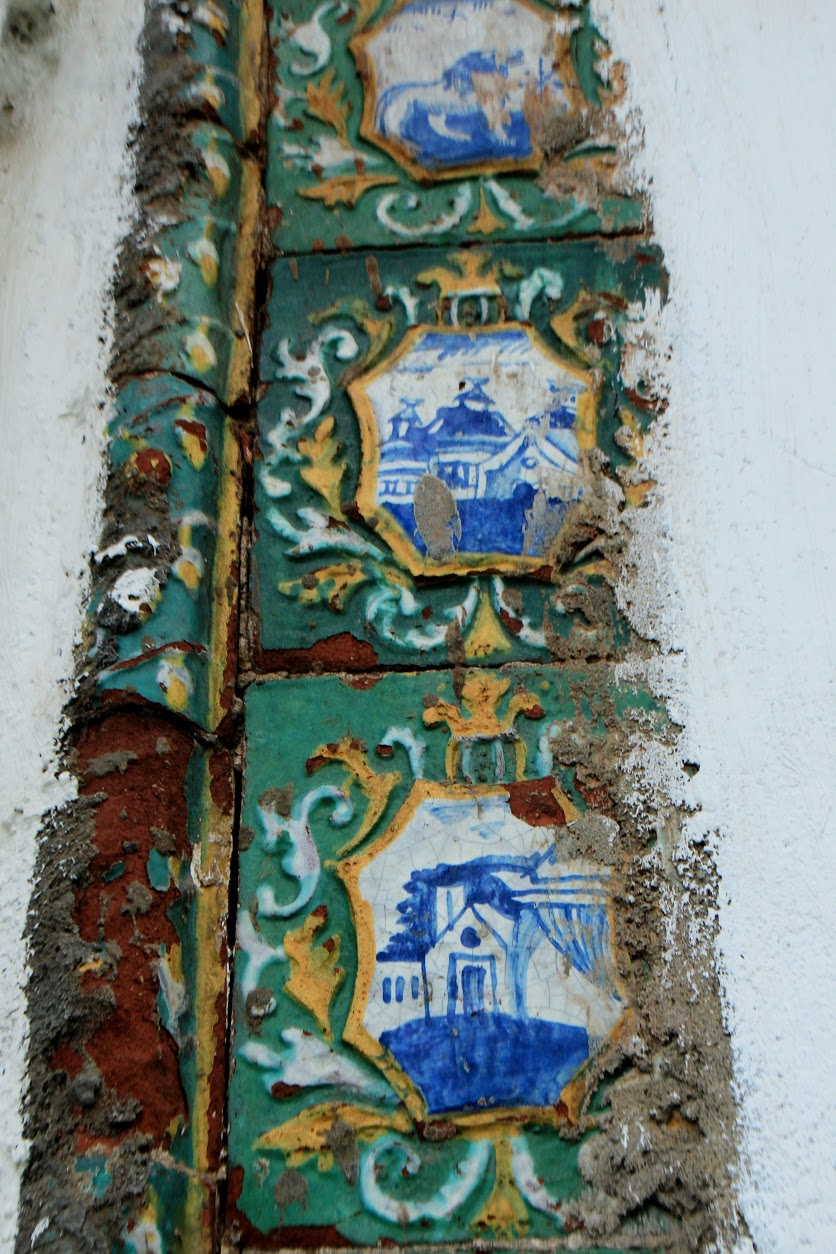
Изразцы, украшающие алтарные окна Покровской церкви

Каменная церковь Покрова Богородицы была построена в 1740—1747 годах при князе Петре Ивановиче Репнине. Храм был двухпрестольным, с приделом в честь Николая Чудотворца. Основной объём церкви представляет собой вытянутый по оси восток-запад параллелепипед с низкой трехкамерной апсидой в восточной части, что неожиданно напоминает памятники XVII века, например, Дивную церковь Углича и Троицкую церковь в Аристове. Теплая бесстолпная церковь увенчана пятью легкими главками, четыре из которых — голубые со звездами — установлены по углам основного объема, а центральная с лемехом золотого цвета венчает середину храма. В 1910 году храм был перестроен по проекту архитектора Трубникова: в трапезной были разобраны столбы и изменена конструкция свода, на боковых фасадах появились новые окна с барочными наличниками. Над западным фасадом был построен фронтон, увенчанный тремя маковками. С 1930-х годов в храме располагался сельский клуб, в котором часто устраивались торжественные мероприятия, выступления местных коллективов художественной самодеятельности и приезжих артистов. Сейчас возвращенный верующим храм находится в хорошем состоянии.

### Архитектура
Церковь является прекрасным примером того, как в наружном убранстве сочетаются элементы нарышкинского стиля и западноевропейского барокко. Алтарные окна по-русски украшены многоцветными изразцами, внутри которых находятся бело-голубые плитки с сюжетами на голландский манер, изображающие животных, пейзажи, фигуры людей. Остальные окна храма при реконструкции 1910 года были обрамлены типичными барочными наличниками с колонками. Особенно любопытны сложные наличники со сферическими завершениями больших венецианских окон на северной и южной стороне церкви, которые несколько выбиваются из общего декора. Наружные стены украшены невысоким кирпичными рельефами, карнизом, лопатками на углах.

## Колокольня и церковная ограда
Возвышающаяся между церквями колокольня была возведена на месте старой, которая разрушилась из-за ошибок при строительстве. Строительством существующей колокольни в 1758—1761 годах заведовал подрядчик Иван Зарубин. Декор трёх нижних ярусов колокольни очень близок по духу Рождественской церкви. Простоту сооружения оттеняет маленькое оконце с фигурным наличником, расположенное с западной стороны, за которым закрепилось название «окно в Европу». 56-метровая колокольня с мощным монолитным основанием переходит в ажурные арки.
Церковная ограда объединяла Великосельский кремль. До начала XIX века внутри ограды находилось приходское кладбище. Сейчас от ограды остались три часовенки, некогда обозначавшие углы кладбища, и торговые ряды возле церкви, построенные в 1820-х годах. Они щедро украшены фронтонами и колоннами с лепными капителями в классицистическом стиле.